# Khurbà
Khurbà (en rus: Хурба) és un poble del krai de Khabàrovsk, a Rússia, que el 2018 tenia 6.333 habitants. Pertany al districte rural de Komsomolsk na Amure.